# Ирсина
Ирсина (итал. Irsina) — коммуна в Италии, расположена в регионе Базиликата, подчиняется административному центру Матера.
Население составляет 5564 человека (на 2004 г.), плотность населения составляет 22 чел./км². Занимает площадь 262 км². Почтовый индекс — 75022. Телефонный код — 0835.
Покровительницей коммуны считается святая Евфимия. Праздник ежегодно празднуется 16 сентября.